# メレジトース
メレジトース(melezitose)またはメレチトース(melicitose)は、樹液を食する多くの昆虫類によって作られる非還元性の三糖である。昆虫にとって有益な物質であり、自己の水ポテンシャルを減らすことによって浸透圧を下げる。メレジトースはアリの誘引物質である糖蜜の構成要素であり、シラミやアブラムシとの共生関係において有益である。
メレジトースはグルコースとスクロースの異性体であるツラノースに加水分解される。